# روبين غونزاليز روتشا
روبين غونزاليز روتشا (بالإسبانية: Rubén González Rocha)‏ (مواليد 29 يناير 1982 في سانتياغو دي كومبوستيلا - إسبانيا) لاعب كرة قدم إسباني سابق كان يلعب في مركز قلب الدفاع .

## روابط خارجية
- روبين غونزاليز روتشا على موقع الاتحاد الدولي (مؤرشف)  (الإنجليزية)
- روبين غونزاليز روتشا على موقع قاعدة بيانات كرة القدم.إي يو (الإنجليزية)
- روبين غونزاليز روتشا على موقع Soccerway.com (الإنجليزية)
- روبين غونزاليز روتشا على موقع عالم كرة القدم.نت (الإنجليزية)
- روبين غونزاليز روتشا على موقع AS.com (الإسبانية)